# Hattie Carnegie

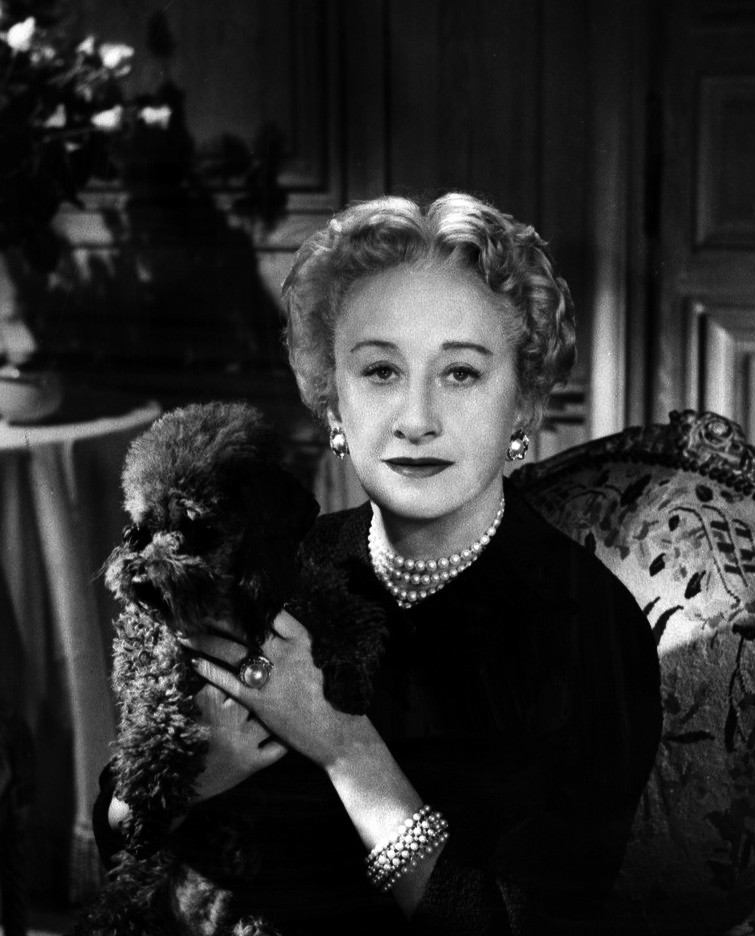
Hattie Carnegie 1955

Hattie Carnegie (* 15. März 1889 in Wien; † 22. Februar 1956 in New York), geboren Henrietta Kanengeiser, war eine österreichisch-amerikanische Schmuck- und Modedesignerin der 1920er bis 1950er Jahre.

## Leben
Henrietta wurde als zweites von sieben Kindern des jüdischen Schneiders Isaac Kanengeiser und seiner Frau Helen Kranczer geboren. Im Jahre 1900 wanderte sie zusammen mit ihrer Familie nach New York City aus, wo die Familie auf der Lower East Side wohnte. Ihr Vater arbeitete in der Bekleidungsindustrie.
Bedingt durch den Tod ihres Vaters, begann Henrietta mit 13 Jahren als Botin im Macy’s Store, einem der bekanntesten New Yorker Kaufhäuser, zu arbeiten. Um ihre wenige Kleidung aufzuwerten, kombinierte sie diese mit kleinen Accessoires. Dies fiel der dortigen Damenschneiderin und Einkäuferin Rose Ruth auf; in dieser Zeit nahm sie, angelehnt an den reichen Industriellen Andrew Carnegie, den Namen Hattie Carnegie an.
1909 eröffnete sie zusammen mit Rose Ruth auf der East 49th Street in New York ein Modegeschäft namens Carnegie—Ladies’ Hatter. Roth arbeitete als Schneiderin, Carnegie entwarf Hüte. 1913 zog das Geschäft an die Ecke 86th Street und Broadway und 1918, am Ende des Ersten Weltkriegs, kaufte Carnegie Roth ihre Anteile ab und gründete die Hattie Carnegie, Inc. 1919 begann Carnegie nach Paris zu reisen. Ihre Kollektionen waren von der dortigen Mode inspiriert – stilvoll dezent, dennoch elegant und luxuriös –, der bis Ende der 1920er Jahre auch dem amerikanischen Modegeschmack entsprach. 1925 unterschrieb Hattie Carnegie bei Isaac Magnin einen Vertrag, der ihr erlaubte, ihre Kleider unter ihrem Namen in den Filialen der modischen Kaufhauskette I. Magning & Company an der Westküste zu verkaufen. Ihre Entwürfe fanden daraufhin in Hollywood Aufmerksamkeit und tauchten später in großen Filmproduktionen auf. 1928 fing die spätere Hollywood-Schauspielerin Lucille Ball an, als Mannequin für Carnegie zu arbeiten.
Während der Great Depression brachte Carnegie eine preiswertere Kollektion mit dem Namen Spectator Sports heraus. Später erweiterte sie ihre Linie, indem sie Pelze, Modeschmuck, Dessous, Hüte und Parfüm in das Sortiment aufnahm. 1948 wurde sie mit dem Coty American Fashion Critics’ Award geehrt.
Während des Koreakriegs (1950–1953) erhielt sie von der US-Armee den Auftrag, neue Militäruniformen für die weiblichen Korps zu entwerfen. Dafür bekam sie die Presidential Medal of Freedom verliehen. Die Uniform war bis 1968 in Gebrauch.
Nach zwei kurzen Ehen (darunter mit Ferdinand Fleischman, ein bekannter New Yorker Florist, ca. 1922/23) heiratete Hattie Carnegie am 22. August 1928 in Philadelphia John Zanft (1883–1960), Vizepräsident des William Fox Theaters. Die Ehe blieb kinderlos. Als Carnegie im Jahre 1956 an Krebs verstarb, hinterließ sie ein Unternehmen im Wert von acht Millionen US-Dollar.

## Einfluss auf die Modewelt
Besonders bekannt wurde der „Kleine Carnegie-Anzug“ (‚little Carnegie suit‘). Mit seinem geraden Rock, verzierten Knöpfen und verjüngter Taille, weder extrem noch modisch, stand er exemplarisch für Carnegies Stil.
Carnegie konnte selbst nicht schneidern, hatte jedoch ein Auge für Talent. Berühmte Designer, wie Norman Norell, Pauline Trigère, James Galanos, Ward Bennett und Jean Louis, erlernten bei ihr das Handwerk, Claire McCardell arbeitete kurzzeitig für sie. Fast 10 Jahre wurde die Abteilung der Prêt-à-porter-Mode von Pauline Fairfax Potter geleitet.
Zu ihren Kundinnen gehörten unter anderem Joan Crawford, die Herzogin von Windsor, Clare Boothe Luce and Tallulah Bankhead.
Hattie Carnegies Kleider befinden sich heute unter anderem in den Sammlungen des Metropolitan Museum of Art, New York, des Museum of Lifestyle & Fashion History in Boynton Beach und des Museum of Fine Arts, Houston.